# ゲンナジー・ゴロフキン
ゲンナジー・ゴロフキン（Gennadiy Golovkin、カザフ語: Геннадий Геннадьевич Головкин、1982年4月8日 - ）は、カザフスタンのプロボクサー。カラガンダ州カラガンダ出身。元WBAスーパー・WBC・IBF世界ミドル級統一王者。
ゲンナディ・ゴロフキンと表記されることもある。プロアマ通じてノックダウン、ストップ負けの経験がない。KO率80%を超えるハードパンチャー。トレーナーはアベル・サンチェスから2019年5月よりジョナサン・バンクス。入場曲はThe White Stripesの『Seven Nation Army』。妻との間に息子と娘がいる。

## 人物
- 1982年4月8日にカザフ・ソビエト社会主義共和国(現在のカザフスタン)で4人兄弟の1人として生まれる。ロシア人の父と高麗人の母との間に生まれたロシア系カザフスタン人で[注釈 1][7]、父親は炭鉱夫、母親は実験室のアシスタントをしていた[4]。14歳の時に兄にジムへ連れられていきボクシングをはじめた[8]。
- 2006年に母国カザフスタンからドイツのシュトゥットガルトに移住し、2014年にカリフォルニア州サンタモニカに移住した。
- リング内では圧倒的な強さを誇るが、リングの外では、ブレーンが制止しようとするのを逆に止めて、ファンや関係者にサインをしたり、ゴロフキンと対戦し敗れた淵上誠は試合翌朝にホテルのラウンジで偶然出会った際に、コーヒーを御馳走してもらい、これを機にファンになったと話すなど、人格者との評判を得ている[9]。
- 入場する際にはカザフスタンの民族衣装のチャパンを着用している。カザフスタンにはチャパンを最も尊敬する人に贈るという習慣があり、ゴロフキンと対戦し敗れた村田諒太に試合後「彼に敬意を表して贈った」と自らのガウンを着させた[10]。
- 2024年2月26日、カザフスタンオリンピック委員会会長に選出。

## 来歴

### アマチュア時代
2002年4月、キングス・カップにライトミドル級(71kg)で出場し、決勝でスリヤー・ソー・プルンチットに敗退した。
2002年10月、韓国の釜山で開催されたアジア競技大会にライトミドル級(71kg)で出場し、決勝でスリヤー・ソー・プルンチットに勝利し優勝した。
2003年7月、バンコクで開催された世界ボクシング選手権大会のミドル級(75kg)に出場。1回戦でマット・コロボフ、2回戦でアンディ・リー、準々決勝でルシアン・ブーテから勝利を挙げ金メダルを獲得した。
2004年8月、アテネオリンピックミドル級(75kg)に出場。準決勝でアンドレ・ディレルに勝つが、決勝でガイダルベク・ガイダルベコフに敗れ、銀メダルを獲得した。
2005年11月、綿陽で開催された世界ボクシング選手権大会のミドル級(75kg)に出場。エジプトのモハメド・ハイカルに敗れ3回戦で敗退した。
アマチュアの戦績は350戦345勝5敗と報道されているが、国際大会だけで少なくとも8敗していることが確認されている。

### プロ時代
ドイツのプロモーターのウニヴェルズム・ボックス・プロモーションと契約しプロへ転向。
2006年5月6日、ドイツでプロデビューし、初回KO勝ちを収めた。
2009年7月11日、ジョン・カルバリョとWBOインターコンチネンタルミドル級王座決定戦を行い、2回KO勝ちを収め王座を獲得した。
ドイツのテレビ局ZDFからテレビ契約を打ち切られたことでウニヴェルズム・ボックス・プロモーションの経営が傾き始める。
2010年1月、ゴロフキンがウニヴェルズム・ボックス・プロモーションと契約を解除した。ゴロフキンは契約解除に至った理由について、同プロモーションがフェリックス・シュトルムとセバスチャン・ズビクを優先してゴロフキンは二の次だった事を上げ、両者との対戦を望んだが不可解な理由で拒否をされ、このまま所属していても先は無いと思ったと述べた。
世界の各地で試合をするようになりK2プロモーションと契約した。

#### WBA王座獲得と防衛
2010年8月14日、パナマシティのアレナ・ロベルト・デュランでWBA世界ミドル級13位のミルトン・ヌネスと、WBA世界ミドル級暫定王座決定戦を行い、右フック一撃でダウンを奪いレフェリーストップ。初回開始58秒でKO勝ちを収め、プロデビュー以来19連勝で暫定王座を獲得した。同年10月14日、正規王者フェリックス・シュトルムのスーパー王座認定に伴いレギュラー王座に認定された。
2011年12月9日、デュッセルドルフでWBA王座の防衛戦とIBO世界ミドル級王座決定戦として、WBA世界ミドル級14位のラジュアン・サイモン（アメリカ）と対戦し、右フックの打ち下ろしで倒しカウントアウトで試合終了。初回2分17秒KO勝ちを収めWBA王座の3度目の防衛、IBO王座の獲得に成功した。
2012年5月12日、ウクライナ・キエフ州ブロヴァルィーのアイス・パレス“ターミナル”でWBA世界ミドル級8位の淵上誠（八王子中屋）と対戦し2回にダウンを奪うと、3回にもダウンを奪い最後は連打をまとめるとレフェリーが試合をストップして、3回1分17秒TKO勝ちを収め、WBA王座の4度目、IBO王座の初防衛に成功した。
2012年9月1日、アメリカ合衆国ニューヨーク州ヴェローナのターニング・ストーン・リゾート&カジノ内ターニング・ストーン・イベント・センターでセルゲイ・ジンジラク対ジョナサン・ゴンザレスの前座でアメリカデビュー戦。WBO世界ミドル級王者のディミトリー・ピログと対戦する予定だったが、ピログの負傷によりWBA世界ミドル級3位のグジェゴシ・プロクサと対戦することになった。試合は打ち合いになったがゴロフキンが正確さで圧倒して初回に左フックでダウンを奪い、4回に右ストレートでダウンを奪うと、5回に左フックでプロクサをストップ。5回1分11秒TKO勝ちを収めWBA王座の5度目、IBO王座の2度目の防衛に成功した。この試合はHBOデビュー戦でもあった。
2012年11月2日、WBAがスーパー王者ダニエル・ゲールの王座を剥奪したため、ゴロフキンはレギュラー王者から正規王者に認定された。
2013年1月19日、ニューヨークのマディソン・スクエア・ガーデン・シアターでミゲル・アンヘル・ガルシア対オルランド・サリドの前座で、WBA世界ミドル級15位のガブリエル・ロサドと対戦。ダウンシーンは無かったがタフなロサドをフックを多用して切り裂き、血だるまにするとロサドのセコンドのタオル投入で試合が終了、7回2分46秒TKO勝ちを収めWBA王座の6度目、IBO王座の3度目の防衛に成功した。
2013年3月30日、モナコ・モンテカルロのモンテカルロ・スポーティングで、元WBA世界スーパーウェルター級暫定王者でWBA世界ミドル級15位の石田順裕（グリーンツダ）と対戦。ノックアウトの経験がない石田から3回に右フック一撃で失神KOを奪い試合終了。3回2分13秒KO勝ちを収めWBA王座の7度目、IBO王座の4度目の防衛に成功した。
2013年6月29日、コネチカット州レッドヤードのフォックスウッズ・リゾート・カジノ内にあるMGMグランド・アット・フォックスウッズで、WBA世界ミドル級11位のマシュー・マックリンと対戦し、左ボディフック悶絶KOで試合終了。3回1分22秒KO勝ちを収めWBA王座の8度目、IBO王座の5度目の防衛に成功した。
2013年11月2日、ニューヨークのマディソン・スクエア・ガーデン・シアターでWBA世界ミドル級13位のカーティス・スティーブンスと対戦。2回に左フックでダウンを奪い、8回終了時にスティーブンスのトレーナーがダメージの深さを考慮し棄権を申し出てレフェリーが試合をストップ、8回TKO勝ちを収めWBA王座の9度目、IBO王座の6度目の防衛に成功した。この試合でゴロフキンは40万ドル、対戦相手のスティーブンスは29万ドルのファイトマネーを獲得した。
2013年12月29日、ゴロフキンがスーパー王座認定を申請したがWBAに拒否され、ゴロフキンはレギュラー王座に据え置かれることになった。これにより、WBA世界ミドル級3位のジャロッド・フレッチャーとレギュラー王座決定戦を行う予定だった暫定王者マーティン・マレーは暫定王座に留まることとなり、同月21日に暫定王座決定戦を制して暫定王座を獲得していたディミトリー・チュディノフは扱いが暫定王者ではなく指名挑戦者に変更されるなど混乱が生じた。
2014年2月1日、モンテカルロのモンテカルロ・スポーティングにてWBA世界ミドル級14位のオスマヌ・アダマと対戦。初回終了間際に右フックでダウンを奪うとペースを握り、5回にアダマの右ストレートを貰いふらつくが落ち着いて対応。6回には左フックでダウンを追加して7回開始早々にも左ストレートでダウンを奪い、最後は左フックをアダマの顎に当てぐらついたところでレフェリーは即座にストップをかけた。7回1分20秒KO勝ちを収めWBA王座の10度目、IBO王座の7度目の防衛に成功した。
2014年4月26日、ニューヨークのマディソン・スクエア・ガーデン・シアターでアンディ・リーの挑戦を受ける予定となっていたが2月18日に父親が心臓発作で死亡したことで試合が中止となった。
2014年5月、元WBC世界ミドル級王者フリオ・セサール・チャベス・ジュニアと2014年7月19日に対戦する交渉が進められていたが決裂してキャンセルとなった。

#### スーパー王座に認定
2014年5月13日、WBAからWBA世界ミドル級2位のジャロッド・フレッチャーとの間で指名試合を行うよう通達を受けた。6月3日、ゴロフキンはフレッチャーとの指名試合では無く、選択試合を行えるようにするかスーパー王者に認定するようWBAに申請を提出していたが、WBAは申請を承認しスーパー王者に認定した。これによりゴロフキンは暫くの間は指名試合を回避できることとなった。
2014年7月26日、ニューヨークのマディソン・スクエア・ガーデンで元WBAスーパー・IBF世界ミドル級王者でWBA世界ミドル級3位のダニエル・ゲールと対戦し、2回に右フックでゲールからダウンを奪い、最後はゲールの右ストレートを浴びて腰砕けになるも、直後にお返しの右ストレートでダウンを奪いレフェリーストップに追い込み3回2分47秒TKO勝ちを収めWBA王座の11度目、IBO王座の8度目の防衛に成功した。この試合の1ラウンドはタイムキーパーのミスで試合時間が4分近く行われたが、半年後の2015年1月にこのタイムキーパーは停職処分を受けた。

#### WBC暫定王者との統一戦
2014年10月18日、カリフォルニア州カーソンのホーム・デポ・センター・テニスコートに9,323人の観客を動員して、WBC世界ミドル級暫定王者のマルコ・アントニオ・ルビオと対戦する予定だったが、前日計量でルビオがミドル級の規定体重である160ポンドを1.8ポンドオーバーの161.8ポンドを計測し（試合当日の体重はルビオが181ポンド、ゴロフキンが173ポンド）、2時間の猶予を与えられたが体力の減退を理由に再計量を拒否した為、ルビオは体重超過でWBC世界ミドル級暫定王座を剥奪され、10万ドル（約1080万円）の罰金のペナルティーが科されることとなり、ゴロフキンが勝った場合のみWBC暫定王座獲得という条件で試合は行われ、左ジャブで試合を組み立て初回終了間際の右ストレートで初回から優位に立ったゴロフキンは、2回も左フックから右アッパーへのコンビネーションで優勢に試合を運び、守勢に回ったルビオから左フックをルビオの脳天に突き刺すダウンを奪い、そのままレフェリーが10カウントを数え、2回1分19秒KO勝ちを収めWBA王座の12度目、IBO王座の9度目の防衛、WBC暫定王座の獲得に成功した。この試合でゴロフキンは90万ドルのファイトマネーを受け取り、試合を放送したHBOの視聴者数は130万人だった。
2015年2月21日、モンテカルロのモンテカルロ・スポーティングで元WBA世界ミドル級暫定王者でWBC世界ミドル級1位の指名挑戦者マーティン・マレーと対戦し、4回に右ボディフックで2度、10回にクリンチに行くところに右フックをテンプルで1度の計3度のダウンを奪い最後は連打から右のロングフックで腰砕けになったところでレフェリーが試合をストップ。11回50秒TKO勝ちを収めWBA王座の13度目、IBO王座の10度目、WBC暫定王座の初防衛に成功した。
2015年5月16日、カリフォルニア州イングルウッドのザ・フォーラムでWBA世界ミドル級2位でNABF・NABO北米ミドル級王者の指名挑戦者ウィリー・モンロー・ジュニアと対戦し、フライデーナイトファイトが行ったミドル級トーナメント「Boxcino 2014」優勝のモンローを相手に、2回に右フックとコンビネーションで2度ダウンを奪いいきなりストップ寸前まで追いつめると6回に右フックでダウンを奪う、モンローは立ち上がるが試合を棄権するとレフェリーに告げ試合終了。6回45秒TKO勝ちを収めWBA王座は14度目、IBO王座は11度目、WBC暫定王座は2度目の防衛に成功した。ゴロフキンは150万ドル（約1億8千万円）のファイトマネーを受け取った。なお、この試合はモンローが王座認定料支払いを拒み、WBCの試合30日前計量と7日前計量を受けなかった為、モンローにWBC王座はかけられなかった。また、IBO王座がかけられることも拒否したため、モンローが勝利した場合WBA王座のみ獲得できる変則的な形で行われた。

#### IBF王者との統一戦
2015年10月17日、マディソン・スクエア・ガーデンでIBF世界ミドル級王者デイビッド・レミューと王座統一戦を行った。左ジャブを有効に使い的確にパンチをまとめ、5回に左ボディでダウンを奪う。さらに強打でレミューを追い詰めコーナーへ棒立ちになったところでレフェリーがストップ。8回1分32秒TKO勝ちを収めWBA王座は15度目、WBC暫定王座は3度目、IBO王座は12度目の防衛、IBF王座獲得に成功した。ゴロフキンは200万ドル（約2億4千万円）のファイトマネーを受け取った。ゴロフキンのキャリアで初めてPPV（HBO）での放送となり、15万件を販売した。
2015年12月、WBCはWBC世界ミドル級正規王者のサウル・アルバレスと団体内王座統一戦を行うよう通達し、WBCと両陣営が交渉した結果、WBCは2016年秋頃の統一戦までに互いが1試合選択試合を行うことを承認した。
2016年1月、K2プロモーションのトム・ローファーは、ゴロフキンの次戦としてWBO世界ミドル級王者ビリー・ジョー・ソーンダースと王座統一戦を行うためにソーンダース陣営に統一戦のオファーを出したとコメントした。これに対してソーンダース陣営(フランク・ウォーレン率いるクィーンズベリー・プロモーションズ)は、アメリカではなくイギリスでの試合開催とファイトマネーの条件アップを要求したため、交渉が決裂した。またIBFの指名挑戦者トレアノ・ジョンソンが肩を負傷したため、ゴロフキンの次戦の候補から外れた。これによってアル・ヘイモン傘下でIBF世界ミドル級3位のドミニク・ウェイドが指名挑戦者となる見通しとなった。
2016年1月12日、WBCは2015年度の年間表彰を行い、ゴロフキンをChampion of the Yearに選出した。
2016年2月16日、ゴロフキンはメディアの質問に対し、秋にも対戦が見込まれるWBC世界ミドル級正規王者のサウル・アルバレスについて言及し「彼はミドル級のチャンピオンであって、ジュニア・ミドル級のチャンピオンではない。ミドル級は160ポンドだ」とキャッチウェイトで試合を行うアルバレスを牽制し、2016年5月7日にアルバレスがアミール・カーンと対戦することについても「カーンはスピードがあるが、アルバレスとやるには小さすぎる」と批判し、アルバレスと統一戦を行う場合はキャッチウェイトで試合を行うつもりがないことを強調した。
2016年4月23日、カリフォルニア州のザ・フォーラムでWBA世界ミドル級6位でWBC世界ミドル級8位でIBF世界ミドル級3位のドミニク・ウェイドと対戦し、初回終了間際に右フックを脳天に突き刺すダウンを奪いレフェリーストップ寸前まで追い詰め、2回に左フックから右フックをガードの上に叩きつけてダウンを追加。最後は右フックをガードに叩きつけてダウンを追加しカウンテッドアウトで試合終了。2回2分37秒KO勝ちを収めWBA王座は16度目、WBC暫定王座は4度目、IBO王座は13度目、IBF王座は初防衛に成功した。ゴロフキンは200万ドル（2億1600万円）、ウェイドは50万ドル（5400万円）のファイトマネーを受け取り、試合を中継したHBOの視聴者数は132万5千人を記録した。
試合後にゴロフキンは「5月7日、誰が勝とうが関係ない。カネロよ、私と対戦したくなければ私にベルトを預けよ」とWBC世界ミドル級正規王者のサウル・アルバレスを挑発した。また試合を観戦したWBAのヒルベルト・メンドーサ・ジュニア会長は、WBCがアルバレスvsゴロフキン戦を指令していることに関して「マウリシオ・スライマン会長の書いた政策シナリオに振り回されている。WBAとしてはゴロフキンにレギュラー王者のダニエル・ジェイコブスと対戦してもらいたい。我々のポリシーはチャンピオンは1人。WBCと問題を引き起こしたくないから慎重に対処したい。ジェイコブスでもカネロでもいい試合になればどちらでもいい。でもWBAは筋道を立て、3、4ヵ月以内にゴロフキンvsジェイコブス戦を締結するよう指令するつもりだ」と語り、WBA世界ミドル級レギュラー王者のダニエル・ジェイコブスと団体内王座統一戦を行うよう指令を出す意向を明かした。
2016年5月7日、T-モバイル・アリーナで行われたサウル・アルバレスvsアミール・カーン戦を観戦。勝ちを収めたアルバレスにリングに呼ばれ、アルバレスは「自分がリングに上がれと言ったんだ。私は絶対にGGGを倒して見せる。今からグローブをつけてもいい」と息巻き、キャッチウェイトについても「私はゴロフキンと戦う。彼と戦えるだけでなく、彼を打ちのめすことができるのだから幸せだ。ウェイトは何ら問題ない。私は彼と160ポンドで戦う」と言い切り、ゴロフキンとの統一戦を強く希望した。WBCは試合後に、ゴロフキン・アルバレス両陣営に15日間の交渉期間を設定(5月22日まで)し、交渉がまとまらなければ24日に入札を行うと通達した。これについてゴールデンボーイ・プロモーションズのオスカー・デ・ラ・ホーヤは「トム・ローファーと話し合いを続けている。何らかの結論を見出すことになる。カネロは9月に試合をする」と発言。「ではゴロフキン戦は実現するのか」と念を押されると、「カネロはレジェンドになることを望んでいる。リスクを冒すことを望んでいる」と語るにとどめた。

#### WBC正規王座に認定
2016年5月18日、アルバレスがWBC世界ミドル級正規王座を返上したため、WBCは暫定王座だったゴロフキンを正規王座に認定した。アルバレスは「WBCにはタイトルの返上を申し出た。ゴロフキンを倒すつもりだが、設けられた期限にリングへ上がることを強制されたくはない。この音を立てている時計を脇にどけたことで、両陣営が試合の交渉を行い、ゴロフキンと私ができる限り早くリングに上がれることを期待している」と声明を発表。プロモーターのデ・ラ・ホーヤは「WBCから指示された期限内での交渉を強制されたくない。これでWBCのベルトは交渉の場から外れた。ゴロフキンと彼のプロモーターであるK2プロモーションが誠意を持って交渉の場に就き、この契約が結ばれることを願っている」と話し、K2プロモーションズのトム・ローファーは「対戦は100%実現すると信じている」と話した。また対戦希望について、デ・ラ・ホーヤが2017年5月まで先延ばしをしようとしているとの情報があるのに対し、ローファーは年内の9月が第1希望としながら「時間はたっぷりある。両者の対戦が次になるにしても、来年になるにしても、私は楽観的だ」と話した。
2016年7月5日、プロモーターのエディー・ハーンが元WBA世界ミドル級暫定王者のクリス・ユーバンク・ジュニアがゴロフキンと対戦すると発表するも、最終的にユーバンク陣営との対戦交渉が決裂すると、7月8日にゴロフキン陣営からの対戦要請にIBF世界ウェルター級王者のケル・ブルックが即断し、ゴロフキンとブルックの対戦が決定した。しかし、同年9月7日、WBAが1度もミドル級で試合をしたことがないブルックの安全と健康を守ることを理由にゴロフキン対ブルック戦をタイトルマッチとして承認しないと発表。ゴロフキン対ブルック戦はWBAスーパー王座が懸けられずWBC並びにIBF王座のみが懸けられることが正式に決定した。
2016年9月10日、ロンドンのO2アリーナで2階級下のIBF世界ウェルター級王者のケル・ブルックと対戦し、初回にダウン寸前まで追い詰めるがブルックが耐えて反撃、しかしゴロフキンはブルックの反撃をこらえて最後はロープ際でコンビネーションをまとめ、ブルック陣営のタオル投入による5回1分52秒TKO勝ちを収め、WBC王座は5度目、IBO王座は14度目、IBF王座は2度目の防衛に成功し、WBAが世界王座戦として承認しなかったことでWBAスーパー王座は懸けられずに行われたが、34年ぶりにウイルフレド・ゴメスの持つ17連続KO防衛記録に並んだ。試合後、ゴロフキンは「彼は素晴らしいファイターだけど、申し訳ないがミドル級じゃなかった。彼の階級のままだった。彼には敬意を払うけれど、強くはなかった。何度もパンチはあったけれど、感じもしなかった」とコメントを残し、ブルックは眼窩底骨折の重傷を負って手術を受けた。
2016年9月13日、WBAはWBAスーパー・WBC・IBF世界ミドル級王者のゲンナジー・ゴロフキンとWBA世界ミドル級レギュラー王者のダニエル・ジェイコブスに対し、30日以内に団体内王座統一戦の対戦交渉を開始し、120日以内に対戦するよう指令を出した。
2016年10月19日、WBAの規定でスーパー王者のゴロフキンの報酬が75%、レギュラー王者のダニエル・ジェイコブスは残りの25%と報酬の配分が決まっているが、それよりも多い40%の配分をジェイコブス陣営が要求するなど対戦交渉は難航し、合意に達することが出来なかったため、トム・ローファーより同年12月10日に予定されてたい試合が延期になったことが発表された。10月21日、対戦交渉が期限内に合意に至らなかった為トム・ローファーが15日間の交渉期限延長をWBAに申請し、WBAが延長を承認した。同年12月17日、2017年3月18日にマディソン・スクエア・ガーデンでWBA世界ミドル級レギュラー王者のダニエル・ジェイコブスと団体内王座統一戦を行うことで合意した。
2017年3月18日、マディソン・スクエア・ガーデンでWBA世界ミドル級レギュラー王者のダニエル・ジェイコブスとWBA団体内王座統一戦並びにWBC・IBF・IBO王座の防衛戦を行う予定だったが、ジェイコブスがIBFが義務付けている当日計量を拒否した為、ゴロフキンが勝てばIBF王座の防衛となるがジェイコブスが勝ってもIBF王座を獲得できない変則条件で試合は行われ、12回3-0（115-112×2、114-113）の判定勝ちを収めWBAは団体内王座統一による17度目、WBCは6度目、IBOは15度目、IBFは3度目の防衛に成功した。試合後にゴロフキン陣営は、6月にWBO世界ミドル級王者ビリー・ジョー・ソーンダースとの4団体王座統一戦、9月に2階級制覇王者サウル・アルバレスとの対戦を計画していることを明らかにした。なお、KO勝利ではなく判定での勝利となった為、KO防衛記録が途絶え、17連続KO防衛世界記録の更新はならなかった。
2017年4月18日、WBOのフランシスコ・バルカルセル会長は、ゴロフキンとソーンダース両陣営から統一戦のリクエストがWBOに届いていないことを明らかにし、ゴロフキンのトレーナーのアベル・サンチェスも、ゴロフキンはジェイコブス戦の疲労の影響で6月に開催を目指していたソーンダースとの4団体統一戦を見送り、サウル・アルバレスとの試合実現に集中することを明らかにした。
2017年5月6日、T-モバイル・アリーナで行われたサウル・アルバレスvsフリオ・セサール・チャベス・ジュニア戦を観戦。試合後に勝利を収めたアルバレスに「ゴロフキン、どこにいるんだい？」と呼びかけられ、リングに入場。主催者側の仕掛けで、リング上で同年9月にゴロフキンvsアルバレスの対戦が行われることが発表された。

#### vs アルバレス 第1戦
2017年9月16日、T-モバイル・アリーナで元世界2階級制覇王者でWBA世界ミドル級3位でWBC世界ミドル級3位のサウル・アルバレスと対戦。アルバレスがWBC王座が懸けられることを再び拒否したためアルバレスが勝てばWBC王座が空位となり、ゴロフキンが勝てばWBC王座の防衛となる条件で試合は行われ、12回1-1（115-113、110-118、114-114）の引分となり、WBA王座の18度目、WBC王座の7度目、IBO王座の16度目、IBF王座の4度目の防衛に成功した。引分で王座防衛に成功する形にはなったが、現地のボクシングメディアや関係者のほとんどがゴロフキンの勝利と採点し、HBOがSNSで実施した投票でもゴロフキン勝利が75％の圧倒的支持を集める（アルバレス勝利は15％、引分が10％）疑惑の判定となった。この試合でゴロフキンは300万ドル（約3億3千万円）、アルバレスは500万ドル（約5億6千万円）のファイトマネーを稼ぎ、PPVの歩合収益等の興行収入を加えてゴロフキンは2000万ドル（約22億円）、アルバレスは4200万ドル（約47億円）を稼いだ。

#### アルバレスのドーピング失格
2018年1月29日、アルバレスのプロモーターのゴールデンボーイ・プロモーションズがゲンナジー・ゴロフキンとサウル・アルバレスの再戦を同年5月5日に行うことで決定したことを発表した。同年3月5日、アルバレスとゴロフキンが合意して自主的に要請したVADA（ボランティア・アンチ・ドーピング機構）による抜き打ちのドーピング検査で、メキシコのグアダラハラでサウル・アルバレスから2月17日と20日に採取した尿サンプルに禁止薬物のクレンブテロールに対する陽性反応が出たことをゴールデンボーイ・プロモーションズが公表した。アルバレスはクレンブテロールに汚染された肉を食べたのが陽性反応の原因だと主張した。同年3月21日、ゴロフキンは汚染された肉を食べたとするアルバレスの主張を真っ向から否定して、「原因はメキシコの肉ではない。カネロ本人、チーム、そしてプロモーションが原因だ」「カネロは不正を働いている。薬物を使用しているが、みんな見て見ぬふりをしている」「最初の試合の前から、彼がクリーンではないことを知っていた」「筋肉が肥大していたのはとても明らかだった、注射の跡もあった」とアルバレスを激しく非難、そしてネバダ州アスレチック・コミッションを「テロリスト」と呼び、「カネロはあらゆるものから援助を得られる事と、コメンテーター、コミッション、ドーピング・コミッション、そしてボクシング統括団体の会長から罰せられないで済む事を証明したんだ」とアルバレスに何も処分が下されないことに怒りをあらわにした。同年3月23日、ネバダ州アスレチック・コミッションはアルバレスに聴聞会が開かれる4月18日まで一時的な資格停止処分を科した。同年4月3日、ゴールデンボーイ・プロモーションズはアルバレスと会見を開き、汚染された肉を食べたのが陽性反応の原因とするこれまでの主張を繰り返しつつも、5月5日のゴロフキン戦から撤退することを発表。これによりゴロフキンとの再戦は中止されることになった。同年4月18日、ネバダ州アスレチック・コミッションでアルバレスは欠席したが聴聞会が開かれ、アルバレスに6カ月間（8月17日まで）の資格停止処分が科せられた。
2018年4月18日、ゴロフキンのプロモーターのトム・ローファーが5月5日にゴロフキンがバネス・マーティロスヤンと対戦することを発表した。同年4月20日、IBFの指名挑戦者セルゲイ・デレフヤンチェンコの陣営が指名試合を行うようゴロフキンに要求するが、ゴロフキンはビッグビジネスにならないデレビャンチェンコとの指名試合には興味を示さず、アルバレスの資格停止処分が終わる9月15日の再戦交渉を優先させるために、ゴロフキン陣営は2万ドルをIBFに支払い特例を要求できる権利を行使して、IBFに特例でIBF王座を剥奪されずに5月5日にバネス・マーティロスヤンと対戦できるよう要求した。
2018年4月25日、デレフヤンチェンコの弁護士がゴロフキンの特例に反対する意見書をIBFに提出した。
2018年4月27日、IBFは特例でマーティロスヤン戦を承認する代わりに、ゴロフキンvsマーティロスヤンは5月5日までに行わなければならない、その試合前までにゴロフキンはマーティロスヤン戦から90日以内にセルゲイ・デレフヤンチェンコとIBFの指名試合で対戦すると文書で同意しなければならない等のゴロフキンに対する条件を決定した。
2018年4月30日、ゴロフキン陣営が90日以内にデレフヤンチェンコと対戦するという条件に異議申し立てをしたため、IBFは5月22日に両陣営を招集して聴聞会を開くことを決定した。
2018年5月5日、カリフォルニア州カーソンのスタブハブ・センター・テニスコートにてWBC世界スーパーウェルター級1位でWBA世界ミドル級12位のバネス・マーティロスヤンと対戦。IBFはゴロフキンが次の試合で指名挑戦者のセルゲイ・デレフヤンチェンコと対戦することを条件にマーティロスヤン戦を特例で承認したが、マーティロスヤンはミドル級で実績がない1階級下のスーパーウェルター級の選手であり、2年前にスーパーウェルター級の試合で負けてから1度も試合を行っていなかったことを理由に、この試合にIBF王座が懸けられることは拒否した。その為、IBF王座は懸けられずに、WBAとWBC王座のみが懸けられて試合が行われ、2回1分53秒KO勝ちを収めWBA王座は19度目、WBC王座は8度目に成功し、WBCがこの試合のために特別に作成したマヤ王座の獲得にも成功した。この試合でゴロフキンは100万ドル（1億1千万円）、マーティロスヤンは22万5千ドル（2500万円）のファイトマネーを稼ぎ、HBOが放送した試合の平均視聴者数は124万人を記録した。

#### IBF王座剥奪
2018年6月6日、IBFはデレフヤンチェンコとの指名戦が合意されなかったとしてゴロフキンの王座を剥奪した。
2018年6月13日、アルバレスとゴロフキンが9月15日に再戦することで合意したことをデ・ラ・ホーヤがツイッターで発表した。ファイトマネーの配分で交渉が紛糾し、この日に設定されていた最終交渉時間までに交渉が締結せず、一旦は決裂するも、時間を延長して行われた粘り強い交渉により最終的に合意に達した。

#### vs アルバレス 第2戦
2018年9月15日、T-モバイル・アリーナでサウル・アルバレスと再戦し、プロ初黒星となる12回0-2（113-115×2、114-114）の判定負けでWBA王座はバーナード・ホプキンスに並ぶ20度目、WBC王座は9度目の防衛に失敗し王座から陥落した。しかし、現地のボクシングメディアや関係者の多くがゴロフキンの勝利（ゴロフキン勝利が40人、引き分けが17人、アルバレス勝利が2人）と採点し、HBOがSNSで実施した投票でもゴロフキン勝利が62％の支持を集め（アルバレス勝利は28％、引き分けが10％）、前回に続き公式ジャッジの採点と逆の結果になった。このため、ゴロフキンは同年10月3日にキエフで開かれたWBC年次総会で判定に不服を示し、WBCにアルバレスとの即時の再戦を指令するよう要望する文書を提出するも、WBCはこれを却下して、アルバレスに選択試合を認め、ゴロフキンにはアルバレスへの挑戦権を懸けて同級暫定王者のジャーモール・チャーロと対戦するよう指令を出した。
2019年3月8日、HBOがボクシング中継を打ち切ったことによりフリーエージェントとなっていたゴロフキンは試合を放送する新しい媒体としてESPNやプレミア・ボクシング・チャンピオンズなどと交渉していたが、最終的にDAZNと3年6試合契約を締結した。
2019年5月4日、2010年4月から約9年間22試合に渡ってパートナーを組んでいたトレーナーのアベル・サンチェスとコンビを解消し、新しいトレーナーにウラジミール・クリチコを指導した実績にあるジョナサン・バンクスと新しいコンビを組むと発表した。アベル・サンチェスは屈辱的なトレーナー報酬の引き下げを要求された金銭問題がコンビ解消の理由だとして、ゴロフキンを「強欲で恩知らずで残念だ。倫理、払うべき尊敬、誠実さがなければ関係は終わることになる」など批判した。
2019年6月8日、マディソン・スクエア・ガーデンでIBF世界ミドル級9位のスティーブ・ロールスと対戦し、4回2分9秒KO勝ちを収めた。
2019年8月22日、エディー・ハーンのマッチルーム・スポーツ・USAと提携契約を交わした。
2019年10月5日、マディソン・スクエア・ガーデンでIBF世界ミドル級王座決定戦をIBF世界ミドル級1位セルゲイ・デレフヤンチェンコと行い、12回3-0（115-113×2、114-113）の判定勝ちを収め1年1ヶ月振りの王座返り咲きとなった。ゴロフキンは勝利したものの非常に僅差の試合であり、トレーナーのジョナサン・バンクスも3-0とジャッジ全員がゴロフキン勝利を支持したことに正直驚いたと語っている。
2020年2月18日、当初2月29日に予定され、その後3月28日からさらに4月に延期されていたカミル・シェレメタとの指名試合が、ゴロフキンが右ふくらはぎを負傷したために5月以降まで再度延期され、ゴロフキン陣営がIBFに指名試合の延期を申請したとESPNが報じた。
2020年5月6日、ビッグマッチを組みたいDAZNの意向と、2試合で決着はついたとこれまで対戦を渋っていたサウル・アルバレスが考えを変えたため、9月12日に第3戦目を行う案が浮上するが、ゴロフキンは、アルバレス陣営から前年9月とこの年の5月の2度に渡って対戦を拒否されたので、アルバレスの意向に合わせるのではなく、元々の計画だったカミル・シェレメタとのIBF指名戦を優先させ、9月にはアルバレスと対戦するつもりはないとする旨のコメントを発表した。
2020年12月18日、フロリダ州ハリウッドのセミノール・ハード・ロック・ホテル・アンド・カジノ内ハード・ロック・ライブでカミル・シェルメタと指名試合で対戦し、4度ダウンを奪う一方的な試合で7回TKO勝ちを収め初防衛に成功、IBFと同様保持するIBOの防衛で全階級最多防衛記録を持つウラジミール・クリチコに並ぶ通算18度目、IBFの防衛で通算21度目の防衛になりホプキンスの20度の防衛を越える新記録となった。

#### WBAスーパー王者 村田諒太との統一戦
2021年11月12日、東京都内で開かれた記者会見において、村田諒太との2団体王座統一戦が12月29日、日本のさいたまスーパーアリーナで開催されることが正式発表された。しかし12月3日、新型コロナウイルスの変異株オミクロン株急拡大を受け、日本政府が外国人の新規入国を禁止する水際対策を実施したことで、ゴロフキンが日本に入国することができなくなり、試合が延期になったことが発表された。
2022年3月3日、日本政府による外国人に対する水際対策が2022年3月から緩和されたことを受けて、改めて4月9日に試合が再設定されたことが発表された。
2022年3月19日、ゴロフキンが、ゴールデンボーイ・プロモーションズのオスカー・デ・ラ・ホーヤを相手取り、2018年9月に行われたサウル・アルバレス第2戦に関連しての未払い分があるとして、300万ドル（約3億9千万円）以上の損害賠償を求め提訴した。
2022年4月9日、日本のさいたまスーパーアリーナでWBA世界ミドル級スーパー王者の村田諒太と2団体及びIBO王座統一戦で対戦。序盤はボディを受け下がる場面はあったものの、その後は村田のガードを縫う多彩な角度のパンチを浴びせて試合を優位に運び、9回村田の左フックに右のカウンターを浴びせてダウンを奪うと村田陣営のセコンドからタオルが投入され、9回2分11秒TKO勝ちを収め、IBO王座は2度目の防衛で2期合算でクリチコを上回る通算19度目の防衛、IBF王座は2度目防衛、WBAスーパー王座は4年振りの王座返り咲き成功した。

#### vs アルバレス 第3戦
2022年9月17日、T-モバイル・アリーナで行われた1階級上のWBA・WBC・IBF・WBO世界スーパーミドル級タイトルマッチで、王者のサウル・アルバレスと4年振りに3度目の対戦を行い、12回0-3（112-116、113-115×2）の判定負けを喫し2階級制覇に失敗した。過去2戦のような好ファイトが期待されたが、ゴロフキンは手数が少なく左ジャブ以外のパンチをほとんど出さない山場の無い攻防でブーイングが響き渡る中でラウンドを重ね、カネロのスタミナ切れから動きが落ちた終盤に、左フックを主体に反撃したものの、僅差となった公式採点以上のカネロのワンサイドの試合内容で、40歳になったゴロフキンの衰えが見えた試合となった。なお、ゴロフキンはこの試合でDAZNとの契約が終了し、フリーエージェントとなった。

#### IBF・WBA王座返上
2023年2月8日、IBFからエスキバ・ファルカンとの指名試合を行うよう指令されていたが、IBF世界ミドル級王座を返上した。
2023年3月9日、WBAからレギュラー王者のエリスランディ・ララとの指名試合をうよう指令されていたが、WBA世界ミドル級スーパー王座を返上した。
2023年6月14日、2023年6月1日付で唯一保持していたIBO世界ミドル級王座を返上した。

## 戦績
- アマチュアボクシング：350戦 345勝 5敗
- プロボクシング：45戦 42勝 (37KO) 2敗 1分

| 戦           | 日付           | 勝敗 | 時間     | 内容    | 対戦相手                     | 国籍             | 備考                                                                 |
| ------------ | -------------- | ---- | -------- | ------- | ---------------------------- | ---------------- | -------------------------------------------------------------------- |
| 1            | 2006年5月6日   | ☆    | 1R 1:28  | KO      | ガボル・バログ               | ハンガリー       | プロデビュー戦                                                       |
| 2            | 2006年7月29日  | ☆    | 3R 1:10  | TKO     | シャルヘイ・ナヴァルカ       | ベラルーシ       |                                                                      |
| 3            | 2006年8月22日  | ☆    | 4R       | TKO     | ダニエル・ウルバンスキー     | ポーランド       |                                                                      |
| 4            | 2006年9月19日  | ☆    | 3R       | TKO     | マルティン・ククリス         | ラトビア         |                                                                      |
| 5            | 2006年10月21日 | ☆    | 2R 2:28  | KO      | ホルヘ・アリエル・ガルシア   | アルゼンチン     |                                                                      |
| 6            | 2006年12月2日  | ☆    | 4R 1:00  | KO      | シルバイン・ゴミス           | フランス         |                                                                      |
| 7            | 2007年2月27日  | ☆    | 6R 終了  | TKO     | シモン・モコエナ             | 南アフリカ共和国 |                                                                      |
| 8            | 2007年5月25日  | ☆    | 5R 1:59  | TKO     | セルゲイ・コミットスキー     | ベラルーシ       |                                                                      |
| 9            | 2007年9月7日   | ☆    | 8R       | 判定3-0 | メディ・ブアドア             | フランス         |                                                                      |
| 10           | 2008年2月29日  | ☆    | 1R 2:04  | KO      | ツェポ・マシェゴ             | 南アフリカ共和国 |                                                                      |
| 11           | 2008年4月5日   | ☆    | 8R       | 判定3-0 | イアン・ガードナー           | カナダ           |                                                                      |
| 12           | 2008年5月10日  | ☆    | 8R 0:26  | TKO     | イブラハム・シド             | フランス         |                                                                      |
| 13           | 2008年6月21日  | ☆    | 8R       | 判定3-0 | アマール・アマリ             | アルジェリア     |                                                                      |
| 14           | 2008年11月22日 | ☆    | 2R 終了  | TKO     | マリク・ジアラ               | ベラルーシ       |                                                                      |
| 15           | 2009年1月17日  | ☆    | 1R 2:52  | TKO     | ハビエル・アルベルト・ママニ | アルゼンチン     |                                                                      |
| 16           | 2009年4月25日  | ☆    | 5R 0:59  | KO      | アンソニー・グリーンジ       | アメリカ合衆国   |                                                                      |
| 17           | 2009年7月11日  | ☆    | 2R 2:20  | KO      | ジョン・カルバリョ           | ブラジル         | WBOインターコンチネンタルミドル級王座決定戦                          |
| 18           | 2009年11月21日 | ☆    | 2R 1:24  | KO      | ミハイル・マカロフ           | ロシア           |                                                                      |
| 19           | 2010年8月14日  | ☆    | 1R 0:58  | KO      | ミルトン・ヌネス             | コロンビア       | WBA世界ミドル級暫定王座決定戦→レギュラー王座に認定                   |
| 20           | 2010年12月16日 | ☆    | 3R 2:44  | KO      | ニルソン・タピア             | コロンビア       | WBA防衛1                                                             |
| 21           | 2011年6月17日  | ☆    | 10R 1:57 | TKO     | カシム・オウマ               | ウガンダ         | WBA防衛2                                                             |
| 22           | 2011年12月9日  | ☆    | 1R 2:17  | KO      | ラジュアン・サイモン         | アメリカ合衆国   | WBA防衛3・IBO獲得                                                    |
| 23           | 2012年5月12日  | ☆    | 3R 1:17  | TKO     | 淵上誠（八王子中屋）         | 日本             | WBA防衛4                                                             |
| 24           | 2012年9月1日   | ☆    | 5R 1:11  | TKO     | グジェゴシ・プロクサ         | ポーランド       | WBA防衛5                                                             |
| 25           | 2013年1月19日  | ☆    | 7R 2:46  | TKO     | ガブリエル・ロサド           | アメリカ合衆国   | WBA防衛6                                                             |
| 26           | 2013年3月30日  | ☆    | 3R 2:44  | KO      | 石田順裕（グリーンツダ）     | 日本             | WBA防衛7                                                             |
| 27           | 2013年6月29日  | ☆    | 3R 1:22  | KO      | マシュー・マックリン         | イギリス         | WBA防衛8                                                             |
| 28           | 2013年11月2日  | ☆    | 8R 終了  | TKO     | カーティス・スティーブンス   | アメリカ合衆国   | WBA防衛9                                                             |
| 29           | 2014年2月1日   | ☆    | 7R 1:20  | KO      | オスマヌ・アダマ             | ガーナ           | WBA防衛10→スーパー王座に認定                                         |
| 30           | 2014年7月26日  | ☆    | 3R 2:47  | TKO     | ダニエル・ゲール             | オーストラリア   | WBA防衛11                                                            |
| 31           | 2014年10月18日 | ☆    | 2R 1:19  | KO      | マルコ・アントニオ・ルビオ   | メキシコ         | WBA・WBC世界ミドル級王座統一戦 WBA防衛12・WBC暫定獲得                |
| 32           | 2015年2月21日  | ☆    | 11R 0:50 | TKO     | マーティン・マレー           | イギリス         | WBA防衛13・WBC暫定防衛1                                              |
| 33           | 2015年5月16日  | ☆    | 6R 0:45  | TKO     | ウィリー・モンロー・ジュニア | アメリカ合衆国   | WBA防衛14・WBC暫定防衛2                                              |
| 34           | 2015年10月17日 | ☆    | 8R 1:32  | TKO     | デイビッド・レミュー         | カナダ           | WBA・WBC・IBF世界ミドル級王座統一戦 WBA防衛15・WBC暫定防衛3・IBF獲得 |
| 35           | 2016年4月23日  | ☆    | 2R 2:37  | KO      | ドミニク・ウェイド           | アメリカ合衆国   | WBA防衛16・WBC暫定防衛4→正規王座に認定・IBF防衛1                     |
| 36           | 2016年9月10日  | ☆    | 5R 1:52  | TKO     | ケル・ブルック               | イギリス         | WBC防衛5・IBF防衛2                                                   |
| 37           | 2017年3月18日  | ☆    | 12R      | 判定3-0 | ダニエル・ジェイコブス       | アメリカ合衆国   | WBA・WBC・IBF世界ミドル級王座統一戦 WBA防衛17・WBC防衛6・IBF防衛3    |
| 38           | 2017年9月16日  | △    | 12R      | 判定1-1 | サウル・アルバレス           | メキシコ         | WBA防衛18・WBC防衛7・IBF防衛4                                        |
| 39           | 2018年5月5日   | ☆    | 2R 1:53  | KO      | バネス・マーティロスヤン     | アメリカ合衆国   | WBA防衛19・WBC防衛8                                                  |
| 40           | 2018年9月15日  | ★    | 12R      | 判定0-2 | サウル・アルバレス           | メキシコ         | WBA・WBC陥落                                                         |
| 41           | 2019年6月8日   | ☆    | 4R 2:09  | KO      | スティーブ・ロールス         | カナダ           |                                                                      |
| 42           | 2019年10月5日  | ☆    | 12R      | 判定3-0 | セルゲイ・デレフヤンチェンコ | ウクライナ       | IBF世界ミドル級王座決定戦 IBF・IBO獲得                               |
| 43           | 2020年12月18日 | ☆    | 7R 終了  | TKO     | カミル・シェルメタ           | ポーランド       | IBF防衛1                                                             |
| 44           | 2022年4月9日   | ☆    | 9R 2:11  | TKO     | 村田諒太（帝拳）             | 日本             | WBA・IBF世界ミドル級王座統一戦 WBA獲得・IBF防衛2                     |
| 45           | 2022年9月17日  | ★    | 12R      | 判定0-3 | サウル・アルバレス           | メキシコ         | WBA・WBC・IBF・WBO世界スーパーミドル級タイトルマッチ                 |
| テンプレート |                |      |          |         |                              |                  |                                                                      |

## 獲得タイトル
- アテネオリンピックミドル級銀メダル
- WBOインターコンチネンタルミドル級王座
- IBO世界ミドル級王座(1期目:防衛17、2期目:防衛2=返上)
- WBA世界ミドル級暫定王座（防衛0=レギュラー王座に認定）
- WBA世界ミドル級レギュラー王座（防衛5=正規王座に認定）
- WBA世界ミドル級王座（防衛5=スーパー王座に認定）
- WBA世界ミドル級スーパー王座（防衛9）
- WBC世界ミドル級暫定王座（防衛4=正規王座に認定）
- WBC世界ミドル級王座（防衛4）
- IBF世界ミドル級王座（防衛4=剥奪）
- IBF世界ミドル級王座（2期目:防衛2=返上）
- WBA世界ミドル級スーパー王座（2期目:防衛0=返上）

## 表彰
- WBC 2015年度 Champion of the Year

## ペイ・パー・ビュー売上げ
| 開催年月日     | イベント                                          | 販売件数 | テレビ局 | 備考      |
| -------------- | ------------------------------------------------- | -------- | -------- | --------- |
| 2022年9月17日  | サウル・アルバレス vs. ゲンナジー・ゴロフキン 3   | 56万件   | DAZN     | 65ドル    |
| 2018年9月15日  | サウル・アルバレス vs. ゲンナジー・ゴロフキン 2   | 110万件  | HBO      | 85ドル/HD |
| 2017年9月16日  | サウル・アルバレス vs. ゲンナジー・ゴロフキン 1   | 130万件  | HBO      | 80ドル/HD |
| 2017年3月18日  | ゲンナジー・ゴロフキン vs. ダニエル・ジェイコブス | 17万件   | HBO      | 65ドル/HD |
| 2015年10月17日 | ゲンナジー・ゴロフキン vs. デイビッド・レミュー   | 15万件   | HBO      | 60ドル/HD |